# Вільгельм Корренг
Вільгельм Корренг (нім. Wilhelm Korreng; 20 березня 1880 — 1967) — німецький військовий інженер, контрадмірал-інженер запасу рейхсмаріне і крігсмаріне.

## Біографія
1 квітня 1899 року вступив в кайзерліхмаріне. Учасник Першої світової війни. В серпні 1914 року взятий в полон британськими військами на шляху додому зі Східної Азії. В грудні 1917 року інтернований в Швейцарії. В травні 1918 року повернувся в Німеччину і був призначений в 2-гу дивізію верфей. З вересня 1918 року і до кінця війни служив інженером охоронної флотилії Яде-Везер.
Після демобілізації армії залишений в рейхсмаріне. 30 вересня 1930 року звільнений у відставку. 28 березня 1939 року переданий в розпорядження крігсмаріне, але не отримав призначення.

## Звання
- Оберлейтенант-цур-зее (15 листопада 1913)[2]
- Капітан-лейтенант (18 липня 1918)
- Корветтен-капітан-інженер (1 травня 1922)
- Фрегаттен-капітан-інженер (1 листопада 1925)[3]
- Капітан-цур-зее-інженер (1 січня 1928)
- Контрадмірал-інженер запасу (30 вересня 1930)[1]

## Нагороди
- Орден Корони (Пруссія), медаль
- Медаль «За вислугу років» (Пруссія) 3-го класу (9 років)
- Китайська медаль в бронзі
- Срібна медаль «За військову доблесть» (Італія)
- Залізний хрест 2-го класу
- Хрест «За вислугу років» (Пруссія)
- Почесний хрест ветерана війни з мечами